# ÖBB 2043
De ÖBB 2043 is een serie dieselhydraulische locomotieven voor het personenvervoer en voor het goederenvervoer Österreichische Bundesbahnen (ÖBB).

## Geschiedenis
Deze locomotieven werden ontwikkeld en gebouwd voor universeel inzet in het personenvervoer en het goederenvervoer op niet geëlektrificeerde trajecten door Jenbacher Werke (JW) uit Jenbach. De twaalf cilinder tweetakt dieselmotor werd eveneens ontwikkeld en gebouwd door Jenbacher Werke (JW) uit Jenbach.

### Ombouw
De sub-serie 2043.5 is iets anders dan andere 2043'ers. Vier 2043'ers waren voorzien in 1978 speciaal voor de Steilstreckenbetrieb op Erzberg met een snelheid-magnetische rem. Het gaat hierbij om de volgende locomotieven:
| Lijst van omgebouwde 2043 |          |                  |             |
| Nummer                    | Eigenaar | Nummer na ombouw | Opmerkingen |
| 2043 55                   | ÖBB      | 2043 555         |             |
| 2043 56                   | ÖBB      | 2043 556         |             |
| 2043 57                   | ÖBB      | 2043 557         |             |
| 2043 58                   | ÖBB      | 2043 558         |             |

## Constructie en techniek
De locomotief heeft een stalen frame. De draaistellen met ieder twee assen zijn met aandrijfassen aan de versnellingsbak verbonden. Voor treinverwarming zijn deze locomotieven voorzien van een generator.

## Foto's

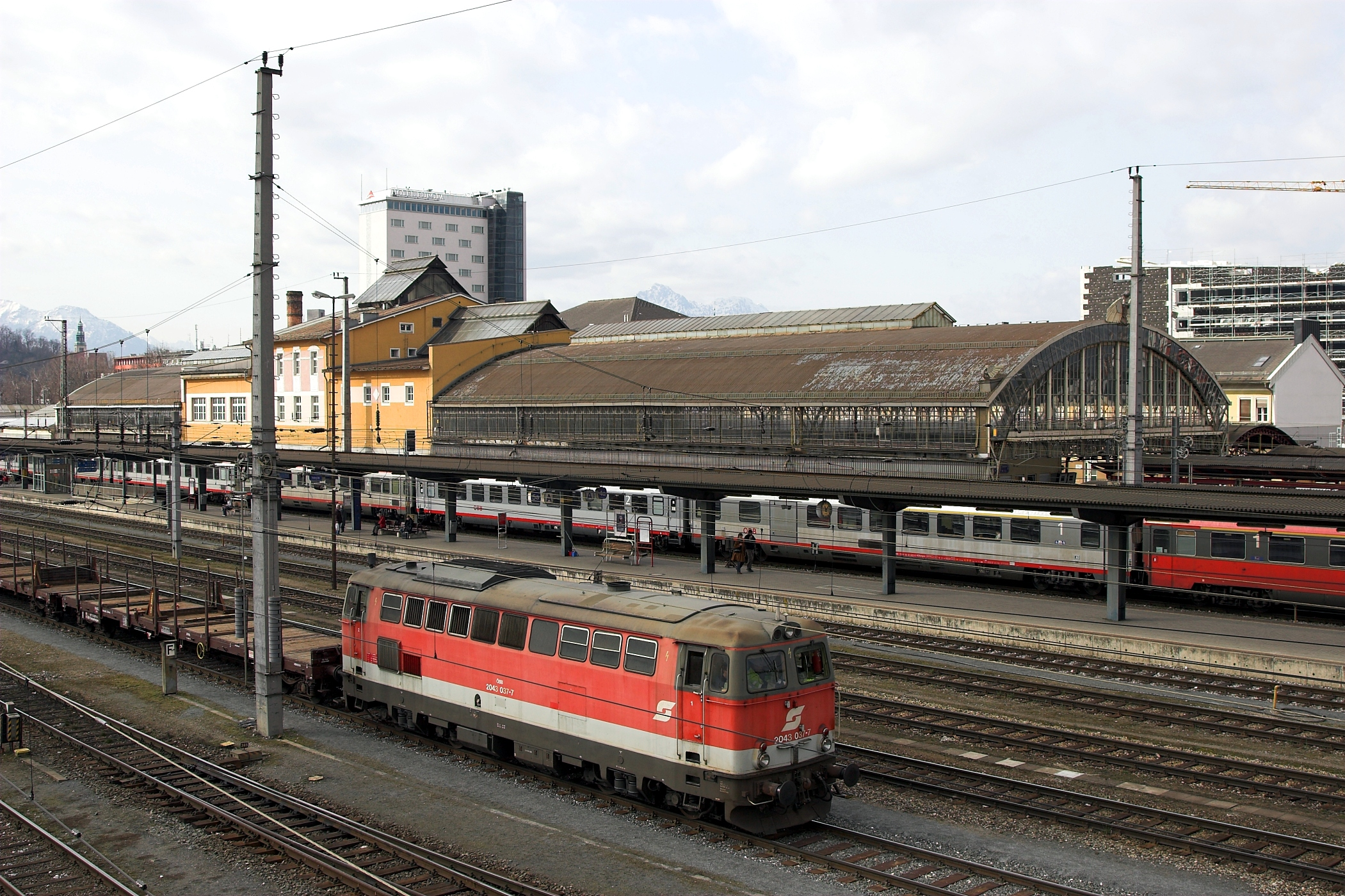
2043 op 23 februari 2008 te Salzburg Hauptbahnhof
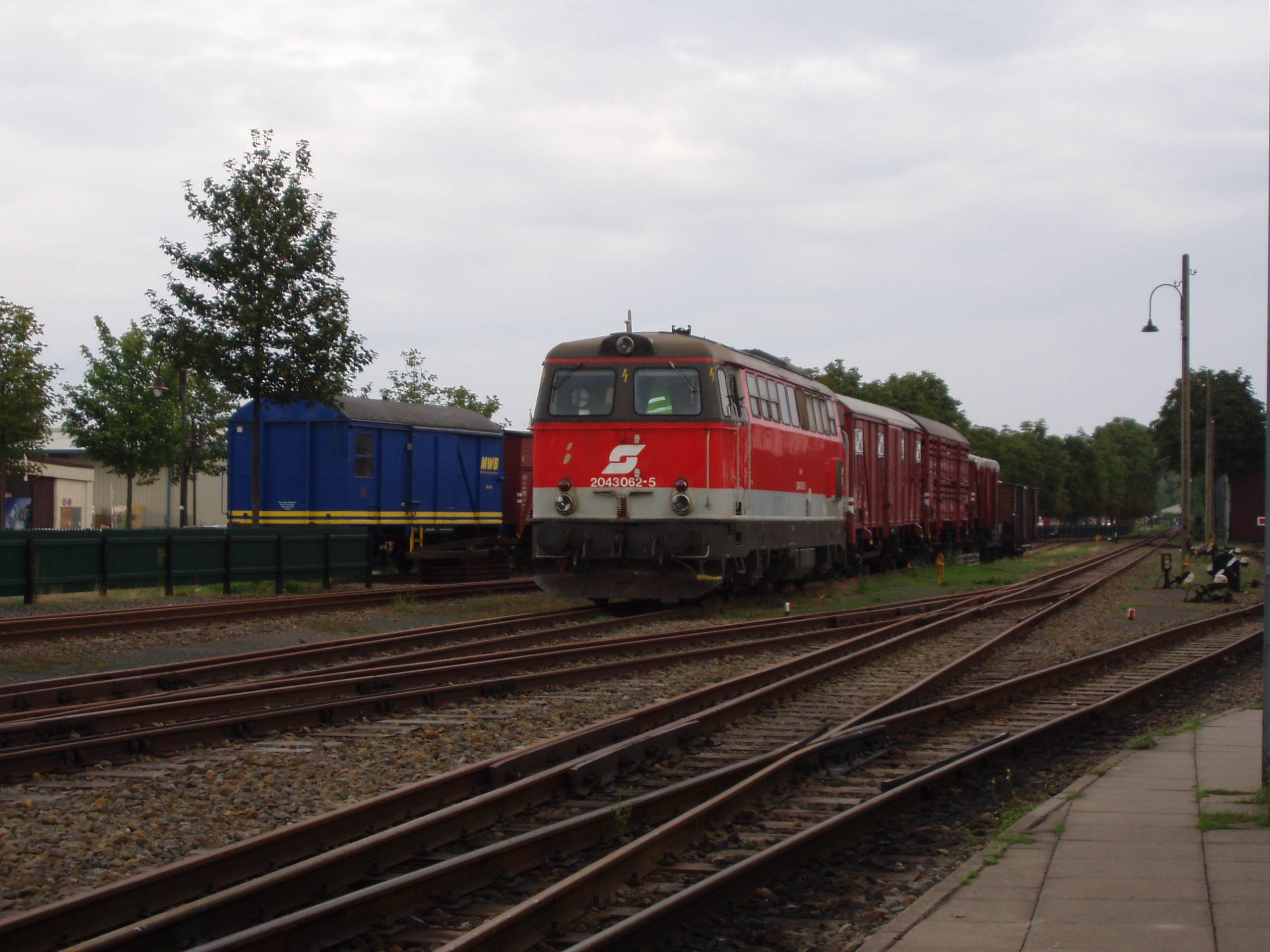
ÖBB 2043 062-5 in Station Bruchhausen-Vilsen

Vroeger bekend als Bundesbahnen Österreichs (BBÖ)